# Marjolaine et les Millionnaires
Marjolaine et les Millionnaires est une émission de télévision française de télé réalité diffusée sur TF1 du 2 juillet 2004 au 20 août 2004. Réalisée après l'émission Greg le millionnaire, son concept est inspiré de l'émission américaine Joe Millionaire qui avait eu un grand succès.

## Principe
Cette émission met en scène 15 faux millionnaires courtisant Marjolaine Bui, l'une des prétendantes de Greg le millionnaire l'année précédente, qui ignore tout de leur passé et de leur vraie vie.
L'émission a été tournée à Marrakech au Maroc.

## Prétendants et éliminations
15 prétendants ont participé à cette émission. Plusieurs d'entre eux sont éliminés au fur et à mesure des semaines.
- Gagnant le 20 août 2004 :
  - Johann, 23 ans, agent immobilier. Pour l'émission, riche promoteur immobilier.
- Éliminé le 13 août 2004 :
  - Sacha, 24 ans, chef de rang dans un restaurant. Pour l'émission, actionnaire d'une grande chaîne de restaurants de luxe.
- Éliminé le 6 août 2004 :
  - David, 25 ans, vendeur de tissus. Pour l'émission, propriétaire d'usines de textile.
- Éliminé le 30 juillet 2004 :
  - Slim, 26 ans, moniteur de boxe française. Pour l'émission, organisateur de tournois internationaux.
- Éliminés le 23 juillet 2004 :
  - Jérémy, 30 ans, géomètre. Pour l'émission, architecte de villas de luxe à Miami.
  - Ludovic, 23 ans, contrôleur de train. Pour l'émission, héritier de l'Orient Express.
- Le 16 juillet 2004 :
  - Retour de Sacha à la demande de Marjolaine.
- Éliminés le 9 juillet 2004 :
  - Sacha, 24 ans, chef de rang dans un restaurant. Pour l'émission, actionnaire d'une grande chaîne de restaurants de luxe.
  - Richard, 35 ans, prof de sport. Pour l'émission, à la tête d'une écurie de Grand Prix moto.
  - Romain, 23 ans, commercial. Pour l’émission, artiste peintre exposant à New York.
  - Jérôme, 21 ans, mannequin débutant. Pour l'émission, mannequin très coté sur le marché londonien.
- Éliminés le 2 juillet 2004 :
  - Frédéric, 32 ans, éducateur sportif. Pour l'émission, agent de footballeur.
  - Pascal, 23 ans, agent de sécurité à la RATP. Pour l'émission, garde du corps d'un membre du gouvernement.
  - Gandhi, 27 ans, prof de guitare. Pour l'émission, compositeur de musiques de film.
  - Sébastien, 31 ans, intermittent du spectacle. Pour l'émission, metteur en scène et héritier d'une famille d'aristocrates.
  - Vincent, 31 ans, chauffeur de taxi. Pour l’émission, pilote de Formule 3000.
  - Jimmy, 33 ans, DJ. Pour l'émission, grand producteur de disques.

### Audience
L'émission diffusée après Koh-Lanta le vendredi soir en seconde partie de soirée réalisa une moyenne de 3,9 millions de téléspectateurs au cours de l'été 2004 soit 29,6 % de part d'audience, soit plus d'un million de moins que Greg le millionnaire.
| Épisode | Jour et horaire de diffusion         | Téléspectateurs | Parts de marché (sur les 4 ans et plus) | Classement des audiences de la soirée | Références |
| ------- | ------------------------------------ | --------------- | --------------------------------------- | ------------------------------------- | ---------- |
| 1       | vendredi 2 juillet 2004 22:15-23:45  | 4 400 000       | 34,4 %                                  | 1e                                    | [ 3 ]      |
| 2       | vendredi 9 juillet 2004 22:15-23:45  | 3 900 000       | 24,6 %                                  | 2e                                    | [ 4 ]      |
| 5       | vendredi 31 juillet 2004 22:15-23:45 | 3 600 000       | 26,5 %                                  | 2e                                    | [ 3 ]      |
| 6       | vendredi 6 août 2004 22:15-23:45     | 4 044 000       | 31,3 %                                  | 2e                                    | [ 5 ]      |
| 7       | vendredi 13 août 2004 23:15-00:45    | 3 600 000       | 40,5 %                                  | 1e                                    | [ 3 ]      |
| 8       | vendredi 20 août 2004 23:05-00:35    | 4 200 000       | 41,4 %                                  | 1e                                    | [ 6 ]      |